# خس أهلب
الخس الأهلب نوع ينتمي إلى جنس الخس من الفصيلة النجمية.

## الموئل والانتشار
ينتشر في النصف الشرقي للولايات المتحدة.

## الوصف النباتي
نبات عشبي ثنائي الحول. الأوراق متموضعة مباشرة على الساق (دون عنيقة)، ولها أشواك صغيرة على جانبيها وفي الوسط.
يتبعه عدد من الأصناف البرية مثل الخس الدموي.